# The Editor Is In
The Editor Is In è una serie televisiva incentrata sui personaggi della Sergio Bonelli Editore.

## Il format
Ogni puntata è strutturata in modo tale che l'editor, interpretato dall'attore Alex Cendron, si trovi a colloquio con un diverso personaggio facente parte di una delle testate prodotte dalla Bonelli.

## Puntate

### Prima stagione
1. Tex Willer - Un duello di sguardi
  - "Tex si presenta per discutere la sceneggiatura del mese. Tra sparatorie, cadute da cavallo e tuffi fuori programma, la discussione si trasforma in un duello."[2]
2. Morgan Lost - Uno di noi
  - "Per l'Editor è il momento di accogliere l'ultimo arrivato nella Scuderia Bonelli, ma il cacciatore di serial killer si rivela un ospite difficile da gestire."[2]
3. Lilith - 180 giorni dopo
  - "Lilith vuole incontrare l'Editor per parlare di alcuni progetti alternativi: sei mesi tra un numero e l'altro sono davvero troppi e lei si annoia tantissimo..."[2]
4. Nathan Never - Riflessioni di un archetipo
  - "Quando si parla con Nathan Never, ogni pretesto è buono perché lui scivoli in un lunghissimo flusso di coscienza che lo porta a rivivere il suo passato..."[2]
5. Gmor - Fricandeau del Calefhunàr
  - "L'orco Gmor - della serie Dragonero - ha un'idea: perché non pubblicare un libro con le sue migliori ricette? L'Editor non sembra molto convinto..."[2]
6. Dylan Dog - Il trillo del diavolo
  - "Dylan ha un problema che lo affligge: quel dannato smartphone che il nuovo curatore della sua serie ha insistito per rifilargli è chiaramente... posseduto."[3]
7. Zagor - Pronto all’azione
  - "Lo Spirito con la Scure è di fronte a un bivio: accontentare lo zoccolo duro dei vecchi lettori o cercare di rinnovarsi per attirare nuovi fan?"[2]
8. Legs Weaver - Rimborsi stellari
  - "L'Editor vuole parlare a Legs dei suoi rimborsi spese: alcune voci sono decisamente fuori dal normale, anche per un'Agente Speciale come lei."[2]
9. Gli orfani - Paradossi e protocolli
  - "L'Editor si trova, suo malgrado, a fare da babysitter a due bambini della serie "Orfani". A complicare le cose arriveranno altri ospiti inattesi..."[2]
10. Martin Mystère - Nel bianco
  - "I progetti per la serata dell’Editor rischieranno di saltare quando il Detective dell’impossibile “scopre” nell’illustrazione per la copertina del prossimo numero una serie di richiami a complotti e civiltà scomparse"[4]
11. Julia Kendall - Maledetti gattini
  - "La celebre criminologa vuole affrontare una volta per tutte la questione dell’uguaglianza di genere nei fumetti, ma l’Editor ha ben altro a cui pensare"[4]
12. Harlan Draka - Sturm und Drang
  - "La serata dell'Editor prende una piega molto drammatica quando i corridoi della redazione vengono invasi da presenze davvero poco raccomandabili".[4].

## Accoglienza
La rivista cinematografica Ciak giudica positivamente la serie televisiva, definendo "brillante, originale e divertente" la trasmissione e "ottima" la prova attoriale di Cendron.

## Curiosità
Nell'episodio n. 10 (Nel Bianco) l’attore Alex Cendron oltre a interpretare l’Editor, è anche la voce del personaggio di Martin Mystère.